# آب‌انبار سردار بزرگ
آب‌انبار سردار بزرگ بزرگ‌ترین آب‌انبار تک گنبدی در ایران و جهان است که در سال ۱۱۹۱ هجری شمسی (۱۲۲۷ هجری قمری - ۱۸۱۲ میلادی) در محله راه ری شهر قزوین ساخته شد.
این اثر در تاریخ ۸ شهریور ۱۳۵۵ با شمارهٔ ثبت ۱۳۳۷ به‌عنوان یکی از آثار ملی ایران به ثبت رسیده است.

## مشخصات و ویژگی‌ها
این بنای گنبددار که نمونه‌ای شاخص و منحصر به فرد در ایران به‌شمار می‌رود، دارای گنبدی رفیع و آجری می‌باشد که نورگیرهایی بر بدنه آجری آن تعبیه شده است.
بانیان احداث این آب‌انبار، دو برادر به نام «محمدحسن خان و محمدحسین خان»، از امرا و سرداران زمان فتحعلی شاه، محمد شاه و ناصرالدین شاه بودند.
این آب‌انبار یک نظام بزرگ و جالب از آبرسانی شهری محسوب می‌شود که حجم مخزن آن بالغ بر سه هزار مترمکعب است.
در دو طرف در ورودی «آب‌انبار سردار»، سکوی سنگی برای نشستن و استراحت وجود دارد و همچنین راه سنگی و هر پله به ارتفاع متوسط ۲۵ سانتی‌متر است که جمعاً این آب‌انبار دارای ۵۰ پله سنگی است که به کانالی مشهور به راه شیر منتهی شده که دارای سقف قوسی شکل می‌باشد.
ورودی آب‌انبار دارای یک طاق نمای عریض با قوس جناقی و دو پا طاق جانبی به صورت دو طبقه بوده که با آجرکاری و کاشی‌کاری در طرح هندسی آراسته شده است.
سقف داخلی طاق نمای میانی دارای تزیینات آجرکاری همراه با رسم بندی و استفاده از پا باریک‌های تزیینی است که با کاشی آرایش بیشتری یافته است.
مخزن آب این بنا مربع شکل است که در ارتفاعی مناسب بر روی آن گنبدی زیبا و رفیع بر پایه مربع شکل ایجاد شده که زیبایی خاصی به‌فضای آن بخشیده است.
گنبد عظیم آب‌انبار سردار آجری است و در بالاترین قسمت آن بادگیری قرار گرفته و ارتفاع بلندترین نقطه آن تا کف آب‌انبار حدود ۲۸٫۵ متر است؛ و هم‌اکنون کف آن را به اندازه ۳ متر پُر کرده‌اند، که ارتفاع آن ۲۵٫۵ متر می‌باشد.
علاوه بر بادگیر مرکزی، چهار روزن مشبک دیگر جهت تهویه در گنبد کار گذاشته شده است.

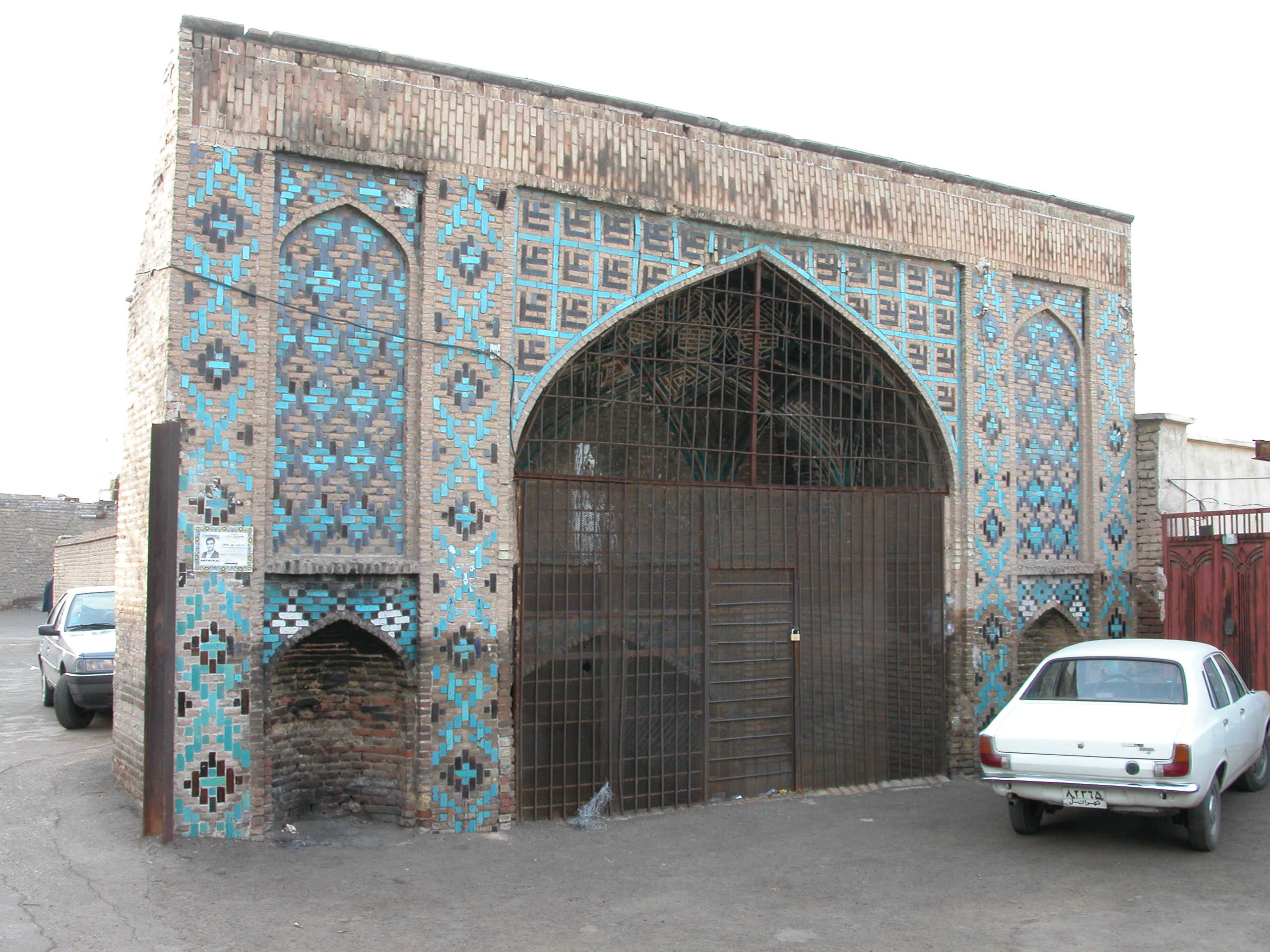
سردر ورودی آب‌انبار سردار